# جوناثان غروبر (صانع أفلام وثائقية)
جوناثان غروبر (بالإنجليزية: Jonathan Gruber)‏ هو صانع أفلام وثائقية أمريكي، ولد في 1968.

## وصلات خارجية
- جوناثان غروبر على موقع IMDb (الإنجليزية)
- جوناثان غروبر على موقع قاعدة بيانات الفيلم (الإنجليزية)